# Nagoja Grampus
Nagoja Grampus (japonsky 名古屋グランパス) je japonský fotbalový klub hrající v J. League. Klub byl založen v roce 1939 pod názvem Toyota Motors SC. Svá domácí utkání hraje na dvou stadionech. Hlavním stadionem je Toyota Stadium s kapacitou pro 45 000 diváků a druhým je menší stadion Mizuho Athletic Stadium s kapacitou pro 27 000 diváků. V roce 2010 poprvé vyhráli nejvyšší japonskou ligu.

## Ocenění
- J. League: 1x

2010
- Císařský pohár: 2x

1995, 1999
- Japonský superpohár: 2x

1996, 2011

## Významní hráči
- Takaši Hirano
- Seigó Narazaki
- Motohiro Jamaguči
- Wagner Lopes
- Jutaka Akita
- Eidži Kawašima
- Keisuke Honda
- Keidži Tamada
- Maja Jošida
- Alessandro Santos
- Marcus Tulio Tanaka
- Džungo Fudžimoto
- Kišó Jano
- Tomokazu Mjódžin
- Joshua Kennedy
- Mitchell Langerak
- Ivica Vastić
- Valdo Filho
- Marques
- Luizão
- Jô
- Danilson Córdoba
- Andrej Panadić
- Gary Lineker
- Dragan Stojković
- Marek Špilár